# Nemanja Matić
Nemanja Matić (em sérvio:  Немања Матић; Ub, 1 de agosto de 1988) é um futebolista sérvio que joga como volante. Atualmente está sem clube.

## Carreira
Em sua terra natal jogou pelo Jedinstvo Ub e MFK Košice. Em 2009 foi contratado pelo Chelsea, onde permaneceria pouco tempo e logo foi emprestado ao clube neerlandês Vitesse.

### Vitesse
Em 23 de agosto de 2010, Matić foi emprestado ao Vitesse, da Holanda, até o final da temporada 2010-11. Sua estreia pelo Vitesse na Eredivisie foi em 29 de agosto de 2010 contra o Feyenoord, onde Matić jogou os 90 minutos, o Feyenoord venceu por 4-0. Matić marcou seu primeiro gol pelo Vitesse contra o Roda, tendo marcado o primeiro gol de sua equipe em uma vitória por 5-2.
Matić terminou a temporada com 27 jogos disputados.

### Benfica
Apresentado pelo Benfica em junho de 2011, a sua estreia em jogos oficiais aconteceu na Turquia no jogo frente ao Trabzonspor, jogo que acabou 1-1, em jogo referente à 3ª pré eliminatória de acesso à liga dos campeões, que no conjunto  das duas mãos terminou 3-1 a favor do Benfica. Matić entrou aos 64' e ainda teve tempo para quase fazer uma assistência para o seu companheiro belga, Witsel, mas este atirou à trave.
Em 14 de Janeiro de 2012 estreou-se a marcar pelo Benfica, numa vitória por 4-1 frente ao Vitória de Setúbal para a Liga Portuguesa. Ganhou o seu primeiro título oficial no Benfica.[carece de fontes?]
Pelo gol marcado contra o FC Porto em 13 de janeiro de 2013, concorreu ao Prémio FIFA Ferenc Puskás do FIFA Ballon d'Or de 2013.
Por ter alinhados do Benfica durante metade da época 2013/14, foi campeão nacional pelas águias, vencendo também a Taça da Liga por tê-la disputado alguns jogos durante a fase de grupos da prova.

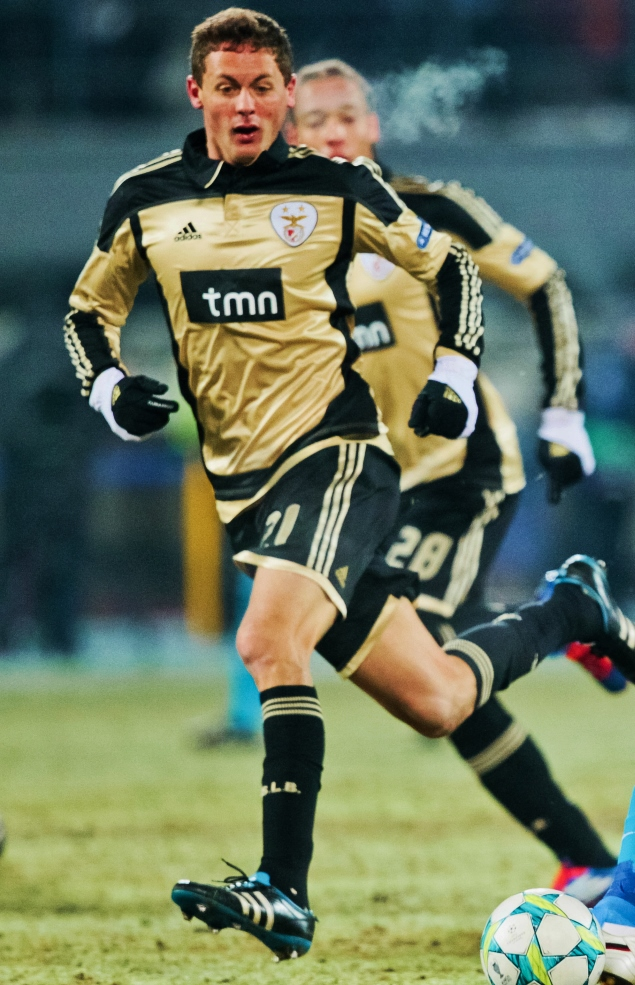
Matić jogando para o Benfica em 2012

### Chelsea

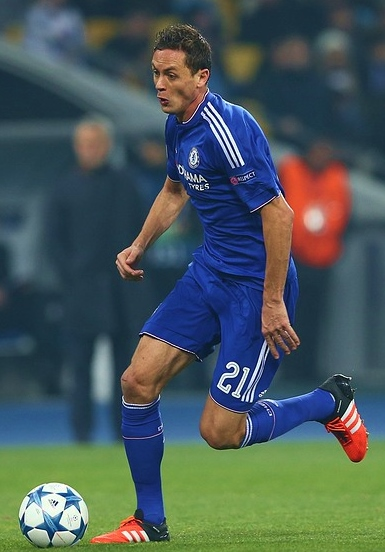
Matić jogando pelo Chelsea em 2015

Matić retornou ao Chelsea em 15 de janeiro de 2014 por um contrato de cinco anos e meio. O montante da transferência ascendeu a 25 milhões de euros. Ele restreou-se pelo Chelsea em 19 de janeiro de 2014, em uma vitória por 3-1 contra o Manchester United. Matić marcou seu primeiro gol na Premier League em 30 de agosto de 2014, em uma vitória por 6-3 no Everton.

### Manchester United

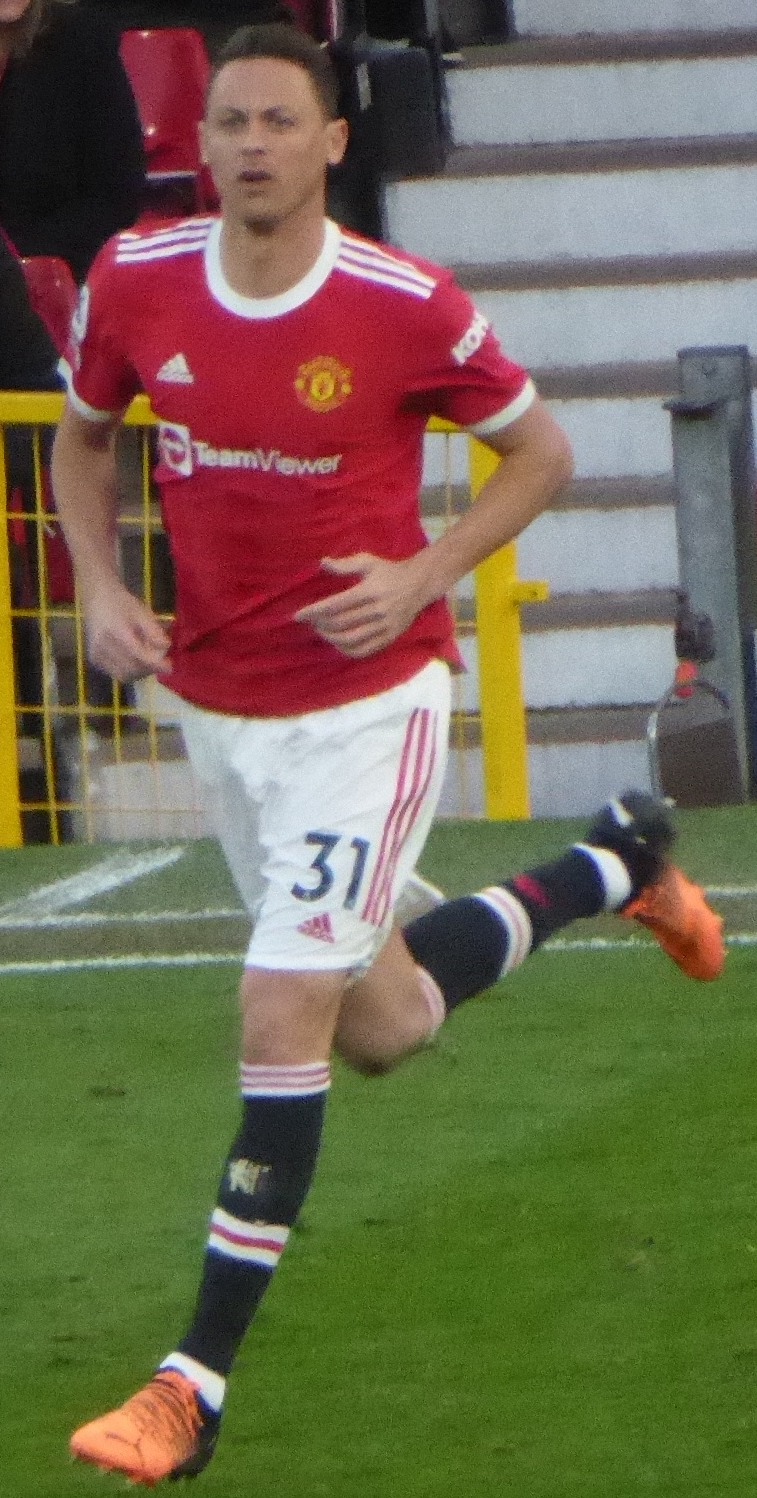
Manchester United x Leicester City (1-1), Premier League, Old Trafford, Metropolitan Borough of Trafford, Grande Manchester, Inglaterra, 2 de abril de 2022

Em 31 de julho de 2017, Matić assinou por três temporadas com o Manchester United com opção por um ano extra, por uma taxa de cerca de £ 40 milhões. Dois dias depois de assinar, ele fez sua primeira aparição em um amistoso contra a Sampdoria, terminando em uma vitória por 2 a 1 sobre o time italiano. Em 13 de agosto de 2017, Matić fez sua estreia na liga em uma vitória por 4-0 sobre o West Ham em Old Trafford, na qual ele foi nomeado Homem do Jogo. Em 5 de março de 2018, Matić marcou seu primeiro gol pelo clube com um voleio de meia em uma vitória de virada por 3-2 sobre o Crystal Palace depois de estar 2-0 abaixo.
A última temporada de Matic não foi boa no Manchester United. O volante atuou 32 vezes, sendo 18 deles como titular. Seu nível de atuação não foi nada a se destacar, embora ele não tenha comprometido.
Matic deixou o  United após 189 partidas, marcando quatro vezes e contribuindo com 11 assistências.

### Roma
Aos 33 anos Matic assinou contrato por uma temporada com a Roma
 renovável por mais um ano, o meio-campista deixou o Manchester United após o fim do contrato e chegou sem custos ao clube italiano. Ele fez sua estreia com os Giallorossi em 14 de agosto, jogando como substituto na partida da Serie A vencida contra a Salernitana (1-0). Em 1 de novembro, ele marcou seu primeiro gol pelo Capitolinos e Serie A, marcando o gol no empate final contra o Torino (1-1).

## Títulos
Chelsea
- Copa da Inglaterra: 2009–10
- Campeonato Inglês: 2014–15, 2016–17
- Copa da Liga Inglesa: 2014–15

Benfica
- Campeonato Português: 2013–14
- Taça de Portugal: 2013–14
- Taça da Liga: 2011–12, 2013–14

### Prêmios individuais
- Jogador do Mês da Premier League: Outubro de 2014
- Equipe ideal da Liga Europa da UEFA: 2022–23